# Anarsia acaciae
Anarsia acaciae is een vlinder uit de familie tastermotten (Gelechiidae). De wetenschappelijke naam is voor het eerst geldig gepubliceerd in 1896 door Walsingham.
De soort komt voor in Europa.